# Château de Madrid
Château de Madrid, původně zvaný château de Boulogne byl zámek v Boulogneském lesíku. Stavba trvala od roku 1528 a byla dokončena v roce 1552. Zámek se nacházel na území dnešního města Neuilly-sur-Seine. Stavba byla zbořena na konci 18. století.

## Historie
Stavbu nařídil v roce 1528 král František I. a práci vedl florentský architekt Girolamo della Robbia. Od roku 1548 vedl stavbu architekt Philibert Delorme.
Původ názvu zámku není plně objasněn. František I. na zámku pobýval ještě před jeho dokončením po svém návratu ze zajetí v Madridu po bitvě u Pavie, proto nejspíš postupně nahradilo nové jméno původní označení Boulogneský zámek.
Zámek dokončil Jindřich II. v roce 1552. Zámek byl jedním z pařížských královských sídel Karla IX. a Kateřiny Medicejské. Jindřich III. jej nevyužíval a později jej obývala královna Margot po svém návratu do Paříže v srpnu 1605. Ludvík XIII. toto královské sídlo téměř nevyužíval. Patentem krále Ludvíka XIV. zde Jean Hindret založil v roce 1656 první manufakturu na hedvábné punčochy ve Francii. V roce 1657 byl zámek již ve velmi špatném stavu. Manufaktura po čase přestala mít monopol na výrobu punčoch, v roce 1662 vznikly i další výrobny v Lyonu a Orange a později v Nîmes, Montauban a Chambéry. Všechny podniky se ale dostaly do potíží v důsledku nedostatku kvalifikovaných pracovníků a válek Ludvíka XIV. Zámek zchátral ještě před Francouzskou revolucí. V roce 1787 povolil Ludvík XVI. prodej a následnou demolici zámku společně s dalšími zámky Muette, Vincennes a Blois. Madridský zámek byl 27. března 1792 předán společnosti podnikatelů, kteří zaplatili jeho demolici. Ze zámku zbyla jen kamenná hlavice sloupu a fragmenty fajánsové výzdoby uchované v muzeu v Sèvres a na zámku Écouen, kde je Národní muzeum renesance.